# Thomas Händel
Pour les articles homonymes, voir Haendel (homonymie).
Thomas Händel (né le 27 août 1953) est un député européen allemand membre du parti die Linke. Il fait partie du groupe gauche unitaire européenne/Gauche verte nordique. Il est membre de la commission de l'emploi et des affaires sociales dont il est élu président le 7 juillet 2014.